# バディSC江東
バディSC江東（バディサッカークラブこうとう）は、バディサッカークラブが運営する男子クラブチームで、東京都江東区に拠点を置き、小学生年代のみのチームである。
バディサッカークラブが他に運営するバディSC・はるひ野BSC・バディSC八王子の男子3チームとバディFCの女子チームとは兄弟チームである。

## 特徴
カテゴリーは幼稚園児・小学生年代（第4種/ジュニア）。中学生年代（第3種/ジュニアユース）はバディSCの私有グラウンド（世田谷）を拠点としたバディジュニアユースがある。高校生年代（第2種/ユース）のチームは持たない。入会に際し、セレクション等は行っておらず、サッカーに興味があれば原則入会可能である。
獲得した全国タイトルは、計2回（全国少年少女草1回・TOBIGERI1回）を誇る。

## 獲得タイトル
- 全国少年少女草サッカー大会

優勝1回（2014年）
- U-12 TOBIGERI ONE 2024 SFIDA CUP[1]

優勝1回（2024年）

## 著名OB
- 横山塁 - サッカー選手（モンテディオ山形所属）
- 入江悠斗 - フットサル選手（バルドラール浦安所属）
- カウン・ゼン・マラ - サッカー選手（FC町田ゼルビア所属）
- 塩貝健人 - サッカー選手（NECナイメヘン所属）